# Léon Delhache
Léon François Joseph Ghislain Delhache (Autre-Église, 9 juli 1900 - Ramillies 7 februari 1974) was een Belgisch volksvertegenwoordiger.

## Levensloop
Delhache was een zoon van Jules Delhache en Louise-Marie Pêtre. Hij werd ambtenaar bij de Belgische spoorwegen.
In 1949 werd hij verkozen tot PSC-volksvertegenwoordiger voor het arrondissement Nijvel, maar werd bij de wetgevende verkiezingen van 1950 niet herkozen. Hij werd opnieuw verkozen in 1954 en bleef toen het mandaat behouden tot in 1968.
Er bestaat een Rue Léon Delhache in Autre-Église of Ramillies-Offus, thans een gemeenteafdeling van Ramillies.